# Napoleonaea gossweileri
Napoleonaea gossweileri là một loài thực vật có hoa trong họ Lecythidaceae. Loài này được Baker f. mô tả khoa học đầu tiên năm 1913.